# Мінобу (Яманасі)

35°28′3″ пн. ш. 138°26′33″ сх. д. / 35.46750° пн. ш. 138.44250° сх. д.
Міно́бу (яп. 身延町, みのぶちょう, МФА: [mʲinobu t͡ɕoː]) — містечко в Японії, в повіті Мінамі-Кома префектури Яманасі. Отримало статус містечка 1955 року. Традиційне ремесло — виробництво японського паперу. Станом на 1 квітня 2009 площа містечка становила 302,00 км². Станом на 1 липня 2011 населення містечка становило 14 153 осіб.